# Maison au 15, rue Brûlée à Strasbourg
La maison au 15, rue Brûlée est un monument historique situé à Strasbourg, dans le département français du Bas-Rhin.

## Localisation
Ce bâtiment est situé au 15, rue Brûlée à Strasbourg. Il abrite aujourd'hui l'association alsacienne de l'Institut des hautes études de Défense nationale et fait partie du complexe entourant le Palais du Gouverneur militaire de Strasbourg.

## Historique
L'édifice fait l'objet d'un classement au titre des monuments historiques depuis le 10 août 1939.